# Стефанос Сахлікіс
Сте́фанос Сахлі́кіс (грец. Στέφανος Σαχλίκης) — грецький поет кінця XV — початку XVI століть. Мешкав на Криті, у місті Іракліон.

## Творча біографія
Творчість Сахлікіса вирізняється серед інших літературних явищ доби і стилістикою (це переважно грубувата сатира), і (в першу чергу) — мовою. Для пізньої візантійської та ранньої новогрецької поезії характерно вживання «книжної» мови, майже незрозумілої малоосвіченим читачам. Навіть якщо створювалися тексти «для народного вжитку», їх писали фантастичною сумішшю народної та штучної книжної мови. Але Сахлікіс пише чистою народною, без домішок книжності. В нього багато лексичних запозичень з італійської, що пояснюється історичними обставинами: Крит на ту пору був венеційським володінням. Деякі дослідники пояснювали простонародність сахлікісової лексики його нібито неосвіченістю. Проте це не відповідає його біографії: він навчався в школі, а пізніше працював адвокатом, що вимагало певного культурного багажу. Тому вірніше припустити, що лексика його творів була обумовлена свідомим естетичним вибором.
Відомостями про Сахлікіса історія світової літератури майже повністю завдячує його власним творам, що мають виразно автобіографічний характер. Він був сином багатих батьків, але їхній спадок продав. Відвідував школу лише до 14 років і був не дуже старанним учнем, потім захопився пиятиками, перетворився на завсідника будинків розпусти. Знайомство з підступною вдовою Кутаїотиною довело його до в'язниці. Звільнившись, він поїхав на село, де більше полював, ніж працював. Його спроби зайнятися рільництвом успіху не мали. Тоді він переселився до міста й став адвокатом.
Найбільш докладно поет розповідає про себе у великому творі «Дивна оповідь» (грец. «Αφήγησις παράξενος»). В ньому він немов підбиває підсумки і свого життя, і своєї творчості. Наскрізний мотив поеми — мінливість людської долі; Сахлікіс постійно скаржиться, як йому не пощастило тоді й тоді; і свою безвільність, і свою розпусту, і хабарі, які він змушений був брати як адвокат (хоча спочатку й не хотів),— все це він виправдовує підступами зрадливої Долі. Вимальовується образ не вельми симпатичний, але це компенсується дотепністю й яскравістю оповіді. Разом із тим автор кається у своїх провинах, засуджує себе, звертається до релігії. Як окремі частини до тексту вставлені фрагменти «Про селян» та «Про адвокатів». Селяни для Сахлікіса — грубі, неотесані, неосвічені, не вміють поводитися в суспільстві. Він ненавидить їх і призиває на них божий гнів (але разом з інвективами він зображує й цікаві деталі побуту). Не менше роздратування викликають в нього й адвокати, корумповані й зажерливі. Він порівнює їх зі злодіями та скаженими собаками.
Приблизно такий самий напрямок мають твори, написані у в'язниці: «Про тюрму», «Про тюремника», «Про мого тюремника». Тут Сахлікіс нагромаджує порівняння (з отрутою, з могилою, з пеклом і так далі), лаючи і тюрми, й тюремників, яких уподібнює вовкам та крукам. Але його описи перебування в ув'язненні, коли він змушений був постійно слухати брутальні жарти та пісеньки наглядачів, становлять найяскравішу частину його творчості.
Дидактичний характер має вірш «Про друзів», також написаний у в'язниці. Поет ремствує, що справжньої дружби не стало, всі родинні та дружні зв'язки залежать від грошей, зі злидарем ніхто не хоче товаришувати, а до багатіїв усі тягнуться, але тайкома бажають їхньої смерті, щоб отримати спадщину. Цікавим є вступ до цього вірша: Сахлікіс каже, що не хотів його писати, але розум і глузд примушували його й таки примусили.
З особливим завзяттям Сахлікіс таврує суспільні ганджі в поемах про жінок: «Збори гетер» та «Головні звідниці».
Крім того, він написав окремий цикл напучувань синові свого друга: «Про нічні походеньки», «Про азартну гру» та «Про дії гетер». Як можна бачити навіть із назв, автор, відштовхуючись від власного сумного досвіду, намагається відвернути юнака від сумнівних розваг.
Яскрава творчість Стефаноса Сахлікіса описує і розгнуздані розваги, і нефальшиве страждання; життя під його пером сповнено і тваринних веселощів, і тваринного ж страху. Дослідники проводять певну паралель між ним і його сучасником Франсуа Війоном.

## Примітка
1. ↑  Відносно недавно було запропоновано зсунути час життя Стефаноса більш як на сто років раніше (див. ), але загального визнання ця гіпотеза поки не має.